# NGC 2941
NGC 2941 é uma galáxia espiral (S) localizada na direcção da constelação de Leo. Possui uma declinação de +17° 02' 40" e uma ascensão recta de 9 horas, 38 minutos e 24,3 segundos.
A galáxia NGC 2941 foi descoberta em 1 de Abril de 1864 por Albert Marth.